# Pierre Marchal
Pour les articles homonymes, voir Marchal.
 (mai 2016).
Si vous disposez d'ouvrages ou d'articles de référence ou si vous connaissez des sites web de qualité traitant du thème abordé ici, merci de compléter l'article en donnant les références utiles à sa vérifiabilité et en les liant à la section « Notes et références ».
Pierre Donat Louis Marchal né le 22 août 1878 à Asnières-sur-Seine et décédé le 3 août 1964 à Deauville, est un industriel français, fondateur de la SECA Marchal qui devint SEV Marchal (fabricant d'équipements automobiles).

## Biographie

### Études
Pierre Donat Louis Marchal naquit à Asnières le 22 août 1878, fils de Marie Aloïse Edmond, Docteur en médecine, d'origine alsacienne qui mourut au cours d'un séjour en Algérie et de Julie Anne Letz son épouse. Sous la direction de sa mère, Pierre Marchal commence ses études à Nancy, puis les poursuit à Dijon au collège Saint-Ignace. Il passe son baccalauréat de philosophie, et s'inscrit à la faculté de Droit de Paris et en parallèle à l'École des Sciences Morales et Politiques, une licence en Droit et un diplôme de l'École des Sciences Morales et Politiques devaient sanctionner ses études.[pas clair].

### Débuts professionnels
Au service militaire, Pierre Marchal conduit les premières voitures et possède depuis 1900 son permis de conduire, l'autorisant à conduire les voitures à pétrole. Il s'inscrit ensuite au barreau et prépare l'Inspection générale des finances, mais ne suivra pas la voie de l'administration publique.
Il se lie aussi d'amitié avec Louis Renault avec qui il partage sa passion pour la mécanique. Louis Renault lui concède une 35/45 CV produite dans ses ateliers de Boulogne-Billancourt. Pierre Marchal prend part à la course d'endurance la "Herkomer Konkurrenz" qui s'étire à travers l'Allemagne et l'Autriche pendant une quinzaine de jours, et remporte la Plaquette d'Or. Louis Renault le parraine ensuite afin d'entrer à l'Automobile Club de France. Dans les salons de l'ACF, Pierre Marchal rencontre le Comte de Laperouse et le banquier Marcel Bouilloux-Lafont. Le comte de Laperouse lui propose alors de rejoindre sa société de phares lancée par Louis Blériot.
Pierre Marchal se rend en Sologne, où Louis Blériot procède à des essais nocturnes. Il participe aux essais des projecteurs à acétylène qui pendant plusieurs nuits balaient les routes et allées. Ces essais sont concluants et pour Pierre Marchal, c'est la révélation : l'éclairage électrique représente l'avenir de l'automobile et permettra de se déplacer pendant la nuit. Il devient alors administrateur directeur des Phares Blériot.
Bien que constituant un progrès considérable par rapport aux lanternes à pétrole, les phares à acétylène ne sont pas d'un maniement aisé, et ils dégagent une forte odeur désagréable. Le dosage en eau est très délicat, ce qui rend le mélange pas toujours homogène. De plus, pour allumer les phares, il faut descendre de voiture afin d'ouvrir la porte des projecteurs et allumer les becs d'où fuse le gaz, opération difficile par temps de pluie ou de fort vent... Sous l'impulsion de Pierre Marchal, les perfectionnements se succèdent : les générateurs sont séparés des phares (sauf pour les petits modèles) et fixés sous le marchepied. Les formes s'affinent, les glaces et les réflecteurs sont améliorés.
En 1908, Louis Blériot prend ses distances pour se consacrer à l'aéronautique.

### L'éclairage électrique, la révélation
En 1912, Pierre Marchal est directeur et administrateur-délégué de la Société des Phares Blériot et lance ses premiers projecteurs électriques, alimentés par une dynamo "PHI". Pierre Marchal a compris que l'avenir est à l'éclairage électrique et décide donc d'orienter ses efforts dans cette voie là. Il s'offre la collaboration de l'ingénieur Pierre Bossu, et ouvre une usine où sont produits les projecteurs Blériot-PHY alimentés par la dynamo PHY. Étant donné que l'électricité a pris place dans les automobiles, tout le monde veut les projecteurs électriques ainsi que tous les avantages que cela peut procurer, à savoir démarrage du moteur, recharge des accumulateurs, allumage des lanternes, plafonniers, etc. Pierre Marchal ouvre également un atelier au 8 boulevard Victor-Hugo à Neuilly-sur-Seine où sont construits des dynamos, des disjoncteurs et d'autres pièces d'équipement électrique.

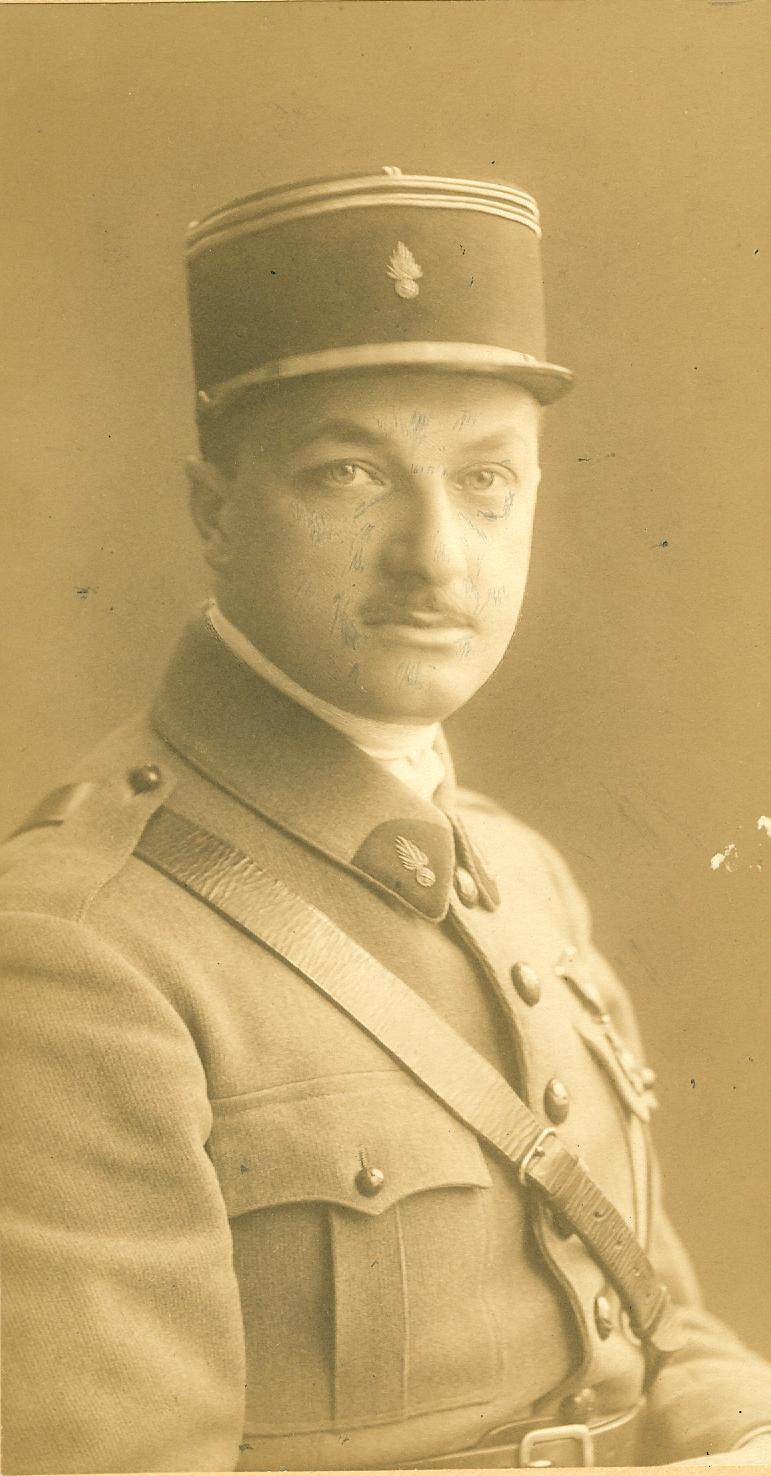
Officier dans l'armée française

Le 2 août 1914, la guerre est déclarée. Pierre Marchal s'engage dans l'armée en tant que soldat de deuxième classe et passe son examen des officiers des services automobiles. Un peu plus tard, il prendra le commandement d'une section sanitaire composée d'ambulances de volontaires américains en partance pour le front. Il y retrouve son ami, l'ingénieur Henri Bailly, officier automobile. À l'issue de la guerre, Pierre Marchal est récompensé par la Légion d'honneur et la Croix de guerre.
À sa démobilisation, Pierre Marchal retourne à la société Blériot, mais il retrouve une entreprise délaissée et décide de quitter la société, alors que l'industrie automobile est en pleine effervescence, et que les modèles de fordisme ont déjà gagné l'industrie française.

### Création de la S.E.C.A. Marchal
Pierre Marchal décide de se lancer dans l'industrie de l'équipement électrique automobile moderne, et acquiert une usine située à Pantin spécialisée dans la fabrication de projecteurs électriques. Il invite son ami Henri Bailly à faire partie de la société, ainsi que Maurice Dollfus, Georges Freeborn, Jacques Marais, Alfonso Sanz. Il demande aussi au jeune ingénieur Alfred Monnier de réaliser avec l'aide du chercheur Marsat une lampe satinée diffusante, et dépose un brevet relatif au centrage rigoureux des filaments. Ces deux hommes perfectionnent ensuite la lampe à filament et trouvent l'ampoule sélective au sulfure de cadmium qui donne une lumière jaune, obligatoire en France depuis 1939. Ces nouveaux projecteurs sont élégants et excellents diffusant une très bonne lumière. D'un galbe parfait, chromés, réalisés avec le plus grand soin, ils permettent d'embellir la voiture de manière très chic.
Pierre Marchal ne construit pas uniquement des projecteurs, mais également des dynamos et un démarreur de conception tout à fait nouvelle pour les ateliers Vaucanson. Ces produits sont fabriqués en série sous la marque Marchal-Vaucanson. D'autres produits y sont également fabriqués en série, comme des avertisseurs, des bobines, des interrupteurs et des essuie-glaces.
Le 4 avril 1924, il fonde la Société d'Exploitation Commerciales des Appareils Marchal (S.E.C.A.M.), société anonyme au capital de 300 000 francs dont le but est de distribuer les équipements Marchal. Son siège social est situé au 134 avenue de Malakoff à Paris. Au 11 avril 1924, le conseil d'administration est composé de P. Marchal (président), A. Sanz (administrateur), et de P. Gosset. Ce dernier démissionne le 22 octobre 1924 et est remplacé par Henri Bailly.
En 1926, la société installe ses bureaux de services au 35, rue du Pont à Neuilly-sur-Seine. 7 ans plus tard (1933), tout le siège social se déplace à cette adresse. En septembre 1937, la société ouvre une usine à Courbevoie.
Le 7 juin 1944, la société adopte une nouvelle dénomination sociale : Société d'Exploitation et de Construction des Appareils Marchal (S.E.C.A.M.). Le 21 juillet 1944, Jean Lamarié est nommé administrateur. Il démissionne le 7 février 1949 et est remplacé par Jean-Pierre Marchal.
Le 27 juin 1952, M. de Herrypon, administrateur, est nommé directeur général adjoint. Le 2 décembre 1953, Madame Pierre Marchal est nommée administrateur.
D'avril à juin 1960, l'usine de Courbevoie est transférée à Argenteuil.
Le 8 mai 1963, l'usine d'Argenteuil fait un apport à SEV en échange de 35 000 actions S.E.V attribuées à SECAM. La SECAM prend alors en charge le service commercial rechange de SEV. Le 11 décembre 1963, Hervé Dufresne est nommé administrateur et M. de Herrypon est nommé Vice-Président.
Au 1er janvier 1964, le conseil d'administration se présente de la manière suivante :
- Pierre Marchal - Président
- Maurice de Herrypon - Vice-Président Directeur Général Adjoint
- Mme Pierre Marchal - Administrateur
- Alphonse Sanz - Administrateur
- Henri Bailly - Administrateur
- Jean-Pierre Marchal - Administrateur
- Hervé Dufresne - Administrateur
- Philippe Bailly - Secrétaire

Le 21 mai 1964, la Société des Projecteurs Marchal fait un apport de son actif industriel à SEV en échange de 105 000 actions SEV. SEV devient alors SEV Marchal. Le 29 juin 1964, la société adopte une nouvelle dénomination, Société d'Exploitation Commerciale des Appareils Marchal (S.E.C.A.M.).
Le 3 août 1964, Pierre Marchal meurt à Deauville. Le 4 septembre 1964, Hervé Dufresne est nommé président directeur général et M. de Herrypon est confirmé vice-président directeur général adjoint. Puis le 4 décembre 1964, Claude Marchal est nommé administrateur.
Evolution du capital de l'entreprise
| Année               | 1926    | 1927    | 1928      | 1940      | 1942      | 1943      | 1946       | 1947       | 1949       | 1950        | 1956        | 1961        | 1962      | 1967       |
| Capital (en francs) | 500 000 | 700 000 | 1 200 000 | 2 600 000 | 4 000 000 | 6 000 000 | 15 000 000 | 20 000 000 | 60 000 000 | 120 000 000 | 250 000 000 | 500 000 000 | 7 500 000 | 14 154 700 |

La société Marchal existe encore, elle est une filiale du groupe Valeo.

### Homme de communication

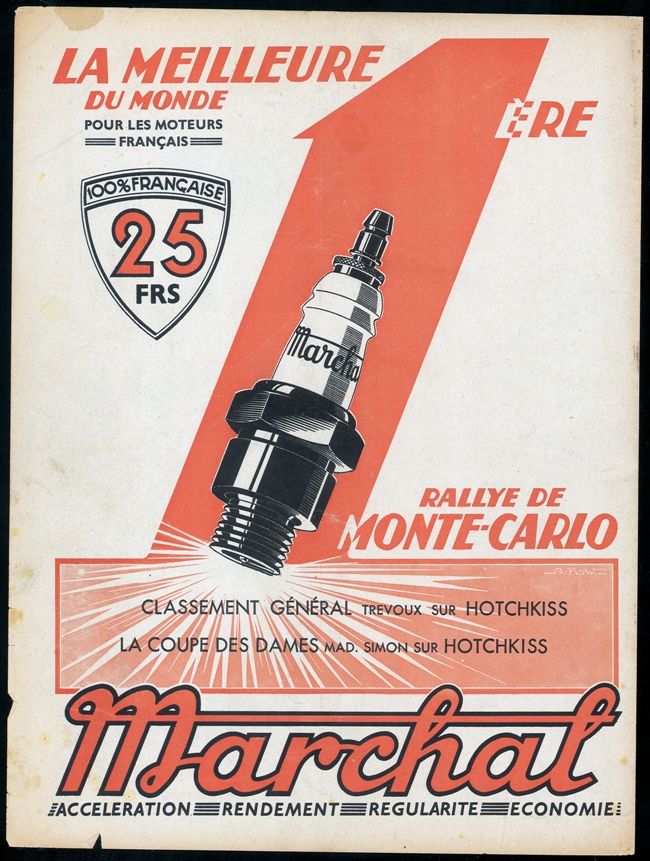
1re au rallye de Monte-Carlo !

Pierre Marchal fut très porté sur la publicité : les « spots » à la radio (ce sont également les débuts de la radio), les quotidiens, les magazines spécialisés et « à la mode », les dessinateurs et leurs talents sont également mis à contribution. Il est convaincu qu'une bonne communication est essentielle à la compréhension et à l'envie de ses produits.
Il est le propriétaire d'un chat noir qui va lui inspirer un slogan qui sera reproduit à des millions d'exemplaires et fera le tour du monde : « Je ne prête mes yeux qu'à Marchal ». Cette idée lui est venue en rentrant un soir dans son garage : il aperçoit dans le faisceau de ses phares les yeux de son chat noir luisant dans l’ombre. Cette vision mena à la création de son logo, un chat au regard phosphorescent, et de son slogan.
Pierre Marchal organise ses services de vente en France et à l'étranger. Il est partisan des contacts humains et crée un climat de sympathie dans les rapports avec la clientèle, tant en France qu'à l'international. Plus spécialement avec le réseau de grossistes sur lequel il s'appuie et dont beaucoup deviennent des amis. Il cherche également à développer une communication puissante entre les différents échelons de sa distribution.
Pierre Marchal s'est toujours intéressé à la compétition et comprend tout le bénéfice que les appareils qu'il construit peuvent tirer de la course. En 1926 se déroule la troisième édition des 24 heures du Mans : grâce à la renommée dont jouissent les projecteurs, la plupart des véhicules sont équipés de phares Marchal. C'est la première fois que les véhicules dépassent le 100 de moyenne, mais c'est aussi la première fois que les voitures sont équipées d'un anti-brouillard, le "Monocle" le premier phare anti-brouillard en date.

## Prix et récompenses
- Légion d'honneur
- Croix de guerre